# Adoretus silfverbergi
Adoretus silfverbergi är en skalbaggsart som beskrevs av Frey 1973. Adoretus silfverbergi ingår i släktet Adoretus och familjen Rutelidae. Inga underarter finns listade i Catalogue of Life.